# 篠川城
篠川城（ささがわじょう）は、福島県郡山市安積町笹川にあった日本の城。佐々河城と書かれることもある。

## 概要
郡山市安積町笹川字高瀬、字東舘、字篠川などに跨る東西300メートル、南北約2キロメートルもの範囲に建てられた群郭式の城郭と見られる。
築城の時期ははっきりしないが鎌倉時代に一帯を治めた北条氏一門の北条国時が築いたのが始まりと考えられる。その後は南北朝時代の宇津峰をめぐる戦いの記録などに名前が残っているほか、戦国時代には対岸の御代田城をめぐり御代田合戦の舞台となった。また、室町時代には篠川公方足利満直がこの地を拠点とし、篠川御所と呼ばれた。

## 歴史
- 1333年（元弘3年）、鎌倉幕府滅亡時に北条国時の子陸奥六郎が籠城し、石川光隆ら国人に攻められて落城
- 1352年（文和元年）、宇津峰へ向かう北朝方の軍と南朝方の合戦が起こり、北朝方が布陣
- 1399年（応永6年）、鎌倉公方となった足利満兼の命により篠川公方足利満直が派遣され、この地に篠川御所が置かれる
- 1440年（永享12年）、結城合戦が起こり結城氏方に攻められた足利満直が自害し、篠川公方が滅亡
- 1580年（天正8年）、阿武隈川対岸の御代田城をめぐって佐竹義重らの連合軍と田村清顕との間で御代田合戦が起こり、佐竹方の二階堂氏家臣の須田氏が布陣
- 1608年（慶長8年）、江戸幕府の命令により廃城になり、跡地には集落が作られて奥州街道が貫くようになった

## 現在
郡山市安積町笹川東舘の阿武隈川付近の地形などに痕跡が残るのみ。東舘稲荷神社の参道入口には篠川城跡の碑が立つ。

## 周辺
- 笹川高石坊石造供養塔 - 鎌倉幕府滅亡時や南北朝の合戦などの供養塔が集められた市指定重要文化財
- 天性寺 - 篠川公方足利満直により建立、市指定重要無形民俗文化財「笹川のあばれ地蔵」で知られる
- 御代田城跡 - ほぼ対岸に位置し、御代田合戦では田村氏が入城

## 関連
- 日本の城一覧